# Jessie Donavan
Jessie Donavan, née le 2 janvier 1976, est une triathlète professionnelle américaine, multiple vainqueur sur triathlon Ironman.

## Biographie
Jessie Donavan participe pour la première fois à un Ironman en 2011 (Ironman Arizona). Travaillant à l'Université du Vermont, elle est également mère de trois enfants.

## Palmarès
Le tableau présente les résultats les plus significatifs (podium) obtenus sur le circuit international de triathlon depuis 2011.
| Année | Compétition                   | Pays           | Position           | Temps            |
| ----- | ----------------------------- | -------------- | ------------------ | ---------------- |
| 2017  | Ironman Chattanooga           | États-Unis     | Médaille de bronze | 9 h 31 min 49 s  |
| 2015  | Challenge Danemark            | Danemark       | Médaille de bronze | Timing           |
| 2014  | Ironman Fortaleza             | Brésil         | Médaille de bronze | 9 h 51 min 33 s  |
| 2013  | Ironman Mexique               | Mexique        | Médaille d'argent  | 9 h 1 min 12 s   |
| 2013  | Ironman Brésil                | Brésil         | Médaille de bronze | Timing           |
| 2013  | Ironman Afrique du Sud        | Afrique du Sud | Médaille d'or      | 9 h 10 min 58 s  |
| 2012  | Ironman Mont-Tremblant        | Canada         | Médaille d'or      | 9 h 30 min 46 s  |
| 2012  | Ironman Lake Placid           | États-Unis     | Médaille d'or      | 9 h 47 min 39 s  |
| 2012  | Ironman St. George            | États-Unis     | Médaille d'argent  | 10 h 37 min 30 s |
| 2011  | Ironman 70.3 Pocono Mountains | États-Unis     | Médaille d'argent  | 4 h 32 min 11 s  |